# Fabryka Maszyn Górniczych „Niwka”

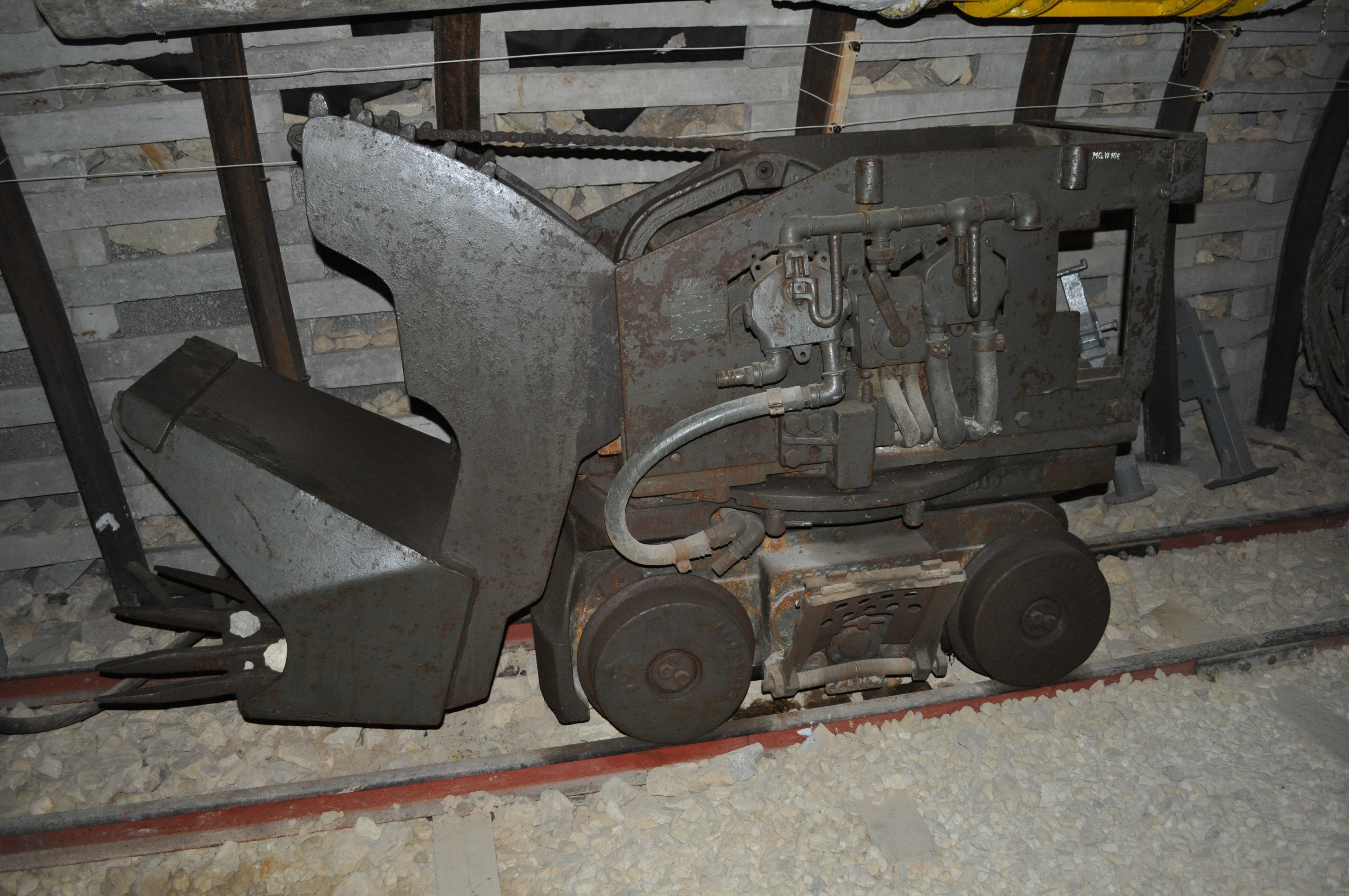
Ładowarka zasięrzutna pneumatyczna ŁZK na podwoziu szynowym Wytwórni Maszyn Górniczych „Niwka” im. Marcelego Nowotki. Muzeum Górnictwa Rud Żelaza w Częstochowie.

Fabryka Maszyn Górniczych „Niwka” S.A. – zlikwidowana, jedna z najstarszych w Polsce fabryk maszyn górniczych, położona na południu Sosnowca, w dzielnicy Niwka.

## Historia
- 1833 – trzech wspólników: Maurycy Kossowski, Jacek Lipski i Antoni Klimkiewicz zakładają w Niwce (na tzw. Henrykowie) zakłady hutnicze.
- 1844 – huta została unieruchomiona.
- 1860 – zakłady rozebrano, pozostawiając jedynie odlewnię i dwie hale konstrukcyjne.
- 1864 – zabudowania dawnej huty przejął górnośląski przemysłowiec Christian Gustav von Kramsta, uruchamiając Warsztaty Mechaniczne „Niwka”. W tym okresie w warsztatach produkowano odlewy do pomp i pieców kuchennych oraz remontowano parowozy wąskotorowe.
- 1891 – zakłady mechaniczne zostały odsprzedane Sosnowieckiemu Towarzystwu Kopalń i Zakładów Hutniczych, podobnie jak położona w Niwce kopalnia „Jerzy”.
- 1951 – Warsztaty Mechaniczne w Niwce przemianowano na Wytwórnię Maszyn Górniczych „Niwka”.
- 1966 – patronem WMG został Marceli Nowotko.
- 1980 – kolejna zmiana nazwy zakładu – Fabryka Maszyn Górniczych im. Marcelego Nowotki „Niwka” w Sosnowcu.
- 2000 – postawienie fabryki w stan likwidacji, nasilenie procesu restrukturyzacji zakładu.
- 2006 – fabryka otrzymała certyfikat TÜV-CERT ISO 9001:2000.
- 2013 – wyburzenie części fabryki przy ul. Wojska Polskiego i ul. Tuwima, budowa supermarketu
- 2021 – zakończenie działalności produkcyjnej i rozpoczęcie wyprzedaży majątku twałego.
- 2025 – wniosek o wykreślenie nieaktywnego podmiotu z KRS.[1]

## Produkcja
- Ładowarki: ładowarka zasięrzutna typu ŁZK-6P, spągoładowarka NIWKA „B”, spągoładowarka NIWKA "A", ładowarka bocznie sypiąca ŁBS-500W, ładowarka gąsienicowa ŁG-A.10.10.
- Silniki pneumatyczne STG–4 i STG–9, stosowane również jako podzespoły w produktach innych wytwórców.
- Ładowarka chwytakowa “Gryf” 1–P.
- Wyciągarka wolnobieżna WWP –9.
- Przenośniki zgrzebłowe: podajnik zgrzebłowy podwieszony jeżdżący PZPJ-1, przenośnik zgrzebłowy SKAT 80, przenośnik zgrzebłowy SKAT – E 180 P, przenośnik zgrzebłowy SKAT – E 180 WM, przenośnik zgrzebłowy SKAT – 80 KJ, przenośnik zgrzebłowy SKAT – E180 WMJ.
- Kołowroty: lekki kołowrót pomocniczy LKP, LKP-0, kołowrót KBH-5/TM, kołowrót KBH-6/TM, ciągnik linowy CL-1, ciągnik linowy CL-2, tabela porównawcza parametrów wybranych kołowrotów, elektryczny kołowrót obiegowy EKO-D15/MN, elektryczny kołowrót obiegowy EKO-D30/MN, kołowrót hydrauliczny transportowy KHT-5, elektryczny kołowrót EKO-2/60.
- Stacje zasilające: stacja zasilająca SZZ-12/6, hydrauliczna stacja zasilająca HSZ-45/14, hydrauliczna stacja zasilająca HSZ-45/19, hydrauliczna stacja zasilająca HSZZ-175/15, hydrauliczna stacja zasilająca HSZZ-100/16.
- Inne: układaki lin, kruszarki udarowe K-20 i Ku-25, przejezdny moduł kruszący PMK,
- Siłowniki hydrauliczne wszystkich typów,
- Zawory sterujące mechaniczne, pneumatyczne i hydrauliczne w wykonaniach specjalnych.
- Kontenery na odpady.
- Specjalne maszyny budowlane np. manipulator hydrauliczny MHN-3 z młotem M–3.
- Przekładnie zębate walcowe o zębach prostych i śrubowych, zewnętrzne i wewnętrzne, przekładnie stożkowe i ślimakowe dla różnych gałęzi przemysłu.

## Eksport
Duża część wyrobów Fabryki Maszyn Górniczych „Niwka” w okresie PRL-u była eksportowana. Maszyny z „Niwki” sprzedawano do kopalń na czterech kontynentach, w kilkudziesięciu krajach, m.in.:
- Argentynie,
- Chinach,
- Egipcie,
- Hiszpanii,
- Indiach,
- Jugosławii,
- KRL-D,
- Nigerii,
- Pakistanie,
- Peru,
- Rumunii,
- RFN,
- Wielkiej Brytanii.